# Paratamboicus formosa
Paratamboicus formosa is een hooiwagen uit de familie Sclerosomatidae.